# Ida (berg i Turkiet)
Ida (grekiska: Ἰδα, turkiska: Kazdağı, som betyder "Gåsberget", Kaz Dağları, eller Karataş Tepesi) är ett berg i nordvästra Turkiet, inom de forna landskapen Troas, Frygien och Mysien, längs den norra kusten av Edremitviken. Berget är ännu i dag till stor del skogbevuxet och ger upphov åt en mängd källsprång, vilket gav redan Homeros anledning att beteckna det som "det källrika Ida". Dess högsta topp höjer sig 1 770 m ö.h.
Idaberget var i forntiden helgat åt gudamodern Kybele, som därför även kallades den "Idaiska modern". Nordväst om bergets fot låg det gamla Troja, och många av den grekiska fornålderns sagor, så som Ganymedes bortrövande och Paris dom, utspelar sig kring berget.